# Tamuín (zona arqueológica)

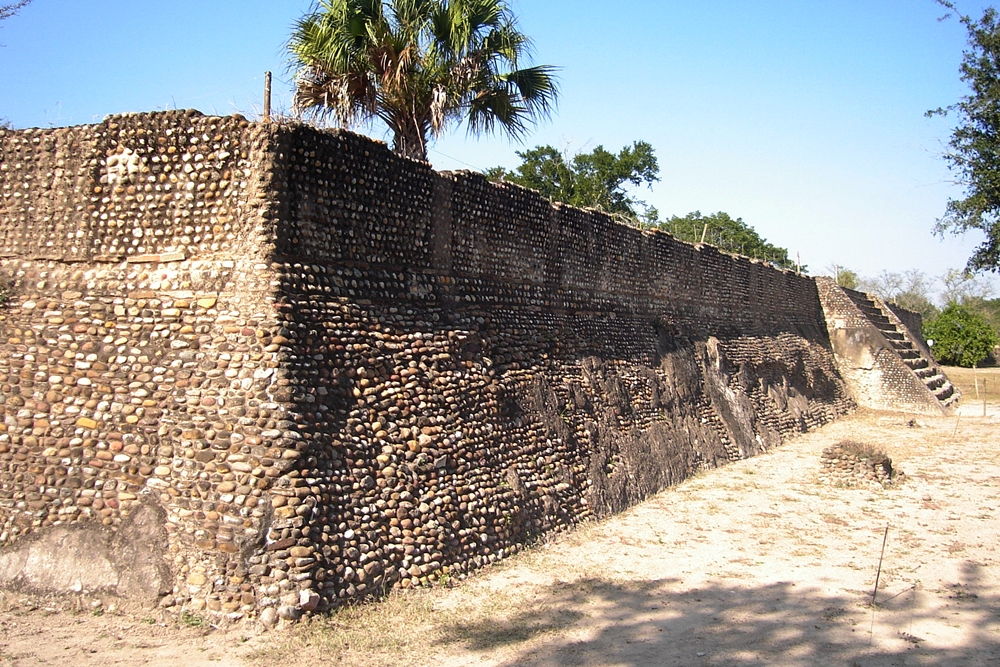
Zona arqueológica "El Consuelo", Tamuin

La zona arqueológica Tamohi se encuentra en el municipio de Tamuín (San Luis Potosí), en la huasteca potosina. Es representativa de la cultura huasteca de los últimos siglos del México prehispánico y se sitúa en el límite norte de la super área cultural mesoamericana.

## Sitio

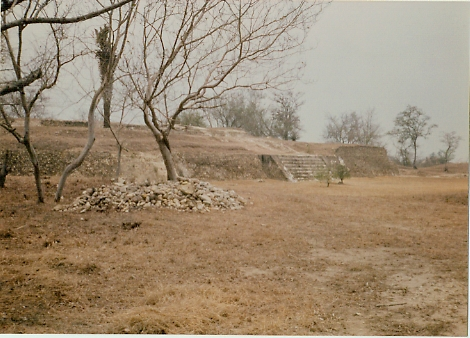
Ruinas de Tamuín

Ocupa una extensión aproximada de 210 hectáreas, sus construcciones se encuentran tanto sobre protuberancias naturales y grandes plataformas que sirven de basamento a varios conjuntos con funciones cívicas, religiosas, y habitacionales. La distribución del centro urbano estaba en función de grandes plataformas multifuncionales elevadas. Las periódicas inundaciones limitaron los lugares donde podían construir, por tal razón las casas de la gente común se encuentran en las laderas altas aledañas a las plataformas y sobre otras lomas vecinas donde se construyeron pequeñas terrazas que albergaban habitaciones y huertos. De la extensión total del sitio solo se ha excavado y acondicionado para el público el 0.6 %. Esto es una plataforma rectangular la cual su fachada principal, está orientada hacia el este, con una altura aproximada de 6 metros, que alberga nueve edificios principales y otras construcciones menores. En conjunto abarca un poco más de 8,000 m². Los edificios forman una plaza abierta hacia el este, que está enmarcada por cinco basamentos mayores y con tres edificios menores al centro. Las construcciones se elaboraron aglomerando y compactando la tierra y revistiéndolas con cantos rodados, los cuales fueron recubiertos con un aplanado de estuco. En algunas terrazas periféricas, se construyeron hornos subterráneos para elaborar cerámica. Podemos afirmar que la elite gobernante ocupó las grandes plataformas.    
El sitio se localiza en la ribera derecha del río Tampaón, que es parte del sistema hidráulico del río Pánuco por lo que el comercio fluvial adquirió gran trascendencia. Contaba con varios atracaderos, de esta manera los mercaderes, los visitantes y los mismos pobladores ascendían por medio de rampas y bancales a espacios más restringidos, que tanto funcionaban como mercado que para realizar reuniones religiosas y de carácter político-administrativo.  
La población pudo haber alcanzado los 10,000 habitantes en su época de apogeo. Se sabe por escritos del siglo XVI que la región de la Huasteca abasteció y tributo al imperio mexica de mantas de algodón, ricamente coloridas y decoradas, así como chile seco y cacao, diversas clases de piedras verdes y otros artículos como resinas de copal, hule, chapopote, plumas, pieles y objetos de metal. Además del comercio, el sustento de la población provino de la producción agrícola, se practicó la roza y quema, hubo cultivo intenso, gracias al riego con las aguas del río, siendo los principales alimentos que se cultivaron además del maíz, variedades de calabaza, diversos chiles y posiblemente yuca o mandioca. Fueron importantes la caza y cría de venados, guajolotes y perros complementándose con peces y moluscos. 
La primera referencia de Tamohi fue por el descubrimiento de la escultura antropomorfa hallada por Walter Staub en 1919 y nombrada el Adolescente Huasteco localizada en el rancho El Consuelo. En el año de 1946 se iniciaron exploraciones en el rancho a cargo del arqueólogo Wilfrido Du Solier Massieu quien descubrió la plaza principal, y un altar con pintura mural. A finales de la década de los setenta los arqueólogos Leonor Merino Carrión y Ángel García Cook realizaron trabajos de conservación del sitio como parte del Proyecto Huaxteca.
El sitio está actualmente protegido por el INAH.
Esta zona arqueológica también se conoce con los nombres de "Tamuín" –por el municipio– y el "El Consuelo" –por el rancho–, Tamohí es un término que significa, en la lengua de los tenek, "Lugar de efervescencia", fue construida entre los siglos XIII a XVI y quedó despoblada al principio de la conquista española.
La parte explorada nos muestra los elementos característicos de la arquitectura cívico-religiosa de la época, presentando similitudes en sus características formales con la mexica del centro de México, mientras que sus técnicas constructivas se asemejan a las de la zona arqueológica de Cempoala, en el estado de Veracruz.
Una de las manifestaciones más importantes de Tamuín es una escultura que fue hallada en 1917, a la cual se conoce con el nombre de "El adolescente huasteco" y que está considerada como una obra maestra del arte prehispánico desarrollado por esta cultura; al parecer se trata de una representación del dios Quetzalcóatl joven. También destaca la pintura mural que cubre uno de los altares, en la que se representan, mediante una serie de cuadretes, personajes ricamente ataviados; entre los elementos arquitectónicos característicos de Tamuín ocupan un destacado lugar los circulares.